# Strasburg (Dakota del Norte)
Strasburg es una ciudad ubicada en el condado de Emmons en el estado estadounidense de Dakota del Norte. En el censo de 2010 tenía una población de 409 habitantes y una densidad poblacional de 531,7 personas por km².

## Geografía
Strasburg se encuentra ubicada en las coordenadas 46°8′2″N 100°9′43″O / 46.13389, -100.16194. Según la Oficina del Censo de los Estados Unidos, Strasburg tiene una superficie total de 0.77 km², de la cual 0.77 km² corresponden a tierra firme y (0%) 0 km² es agua.

## Demografía
Según el censo de 2010, había 409 personas residiendo en Strasburg. La densidad de población era de 531,7 hab./km². De los 409 habitantes, Strasburg estaba compuesto por el 99.76% blancos, el 0% eran afroamericanos, el 0% eran amerindios, el 0% eran asiáticos, el 0% eran isleños del Pacífico, el 0% eran de otras razas y el 0.24% pertenecían a dos o más razas. Del total de la población el 0.24% eran hispanos o latinos de cualquier raza.